# Станивукович, Драшко
Драшко Станивукович ( Баня-Лука, 21 мая 1993 г. ) - сербский политик, функционер Партии демократического прогресса (ПДП), депутат Национального собрания Республики Сербской и студент-экономист. Он бывший член городского собрания Баня-Луки .

## Биография
Драшко (Драган) Станивукович родился 21 мая 1993 года . в Баня-Луке, Республика Сербская . В своем родном городе он окончил начальную школу "Алекса Шантич" и среднюю школу. Он студент экономического факультета в Баня-Луке и занимается политикой с 18 лет.  Молодым избранным членом Национального собрания Республики Сербской . На 2018 всеобщих выборах. он получил индивидуально наибольшее количество голосов всех кандидатов в депутаты. 
На местных выборах 2020 года в Баня-Луке в качестве кандидата от коалиционных партий НДП и СДС он был избран мэром, победив Игоря Радойчича, кандидата от СНСД.

## Узнать больше
- Партия демократического прогресса

## Внешние ссылки
- Сайт Драшко Станивуковича
- Национальная ассамблея Республики Сербской: Драшко Станивукович Архивная копия от 4 декабря 2020 на Wayback Machine